# Scomberomorus
Scomberomorus, auch Spanische Makrelen (engl.: Spanish Mackerels) genannt, ist eine Gattung mariner Raubfische aus der Familie der Makrelen und Thunfische mit 19 Arten. Viele Arten sind für den Menschen als Sportfisch und in der kommerziellen Fischerei von Bedeutung. Die Typusart ist Scomberomorus regalis.

## Beschreibung
Beide Rückenflossen sind getrennt. Die erste Rückenflosse hat 12 bis 22 Hartstrahlen. Oft ist der erste Teil dieser Flosse dunkel. Die zweite Rückenflosse besteht aus 15 bis 25 Weichstrahlen, worauf sechs bis elf Flössel folgen. Die Afterflosse hat 15 bis 28 Weichstrahlen, gefolgt von fünf bis elf Flösseln. Als schnelle Schwimmer besitzen sie eine große, tief gespaltene Schwanzflosse. Die Bauchflossen sind sehr klein und brustständig.
Die Scomberomorus-Arten haben spindelförmige Körper, die größte Art ist Scomberomorus sinensis mit einer Maximallänge von 247 Zentimetern. Die Schnauze ist länger als der Rest des Kopfes. Der hintere Teil der Maxilla ist exponiert. Eine Schwimmblase ist nie vorhanden. Im Ober- und Unterkiefer sitzen 5 bis 35 scharfe Zähne. Bei vielen Arten verläuft die Seitenlinie sehr unregelmäßig, oft fällt ihr Verlauf ab der zweiten Rückenflosse ab. Der Rücken ist bläulich, die Flanken silbrig und bei den meisten Arten mit Streifen oder Flecken gemustert.

## Verbreitung, Lebensraum und Biologie
Scomberomorus-Arten kommen vor allem über dem Schelf im West- und Indopazifik vor. Einige Arten sind auch an der östlichen Pazifikküste und der westlichen Atlantikküste verbreitet. Mit Scomberomorus tritor ist die Gattung auch an der östlichen Atlantikküste und im Mittelmeer verbreitet, Scomberomorus commerson migriert über den Suez-Kanal ins Mittelmeer. Die Tiere bevorzugen Küstengewässer und leben oft als Gruppenfische. Es handelt sich um Raubfische, die sich vor allem von kleineren Fischen, wie etwa Sardellen, aber auch von Garnelen und Kopffüßern ernähren.

## Systematik

### Äußere Systematik
Die Gattung wird im Tribus Scomberomorini, dessen Monophylie noch nicht eindeutig bewiesen ist, innerhalb der Scombridae eingeordnet. Scomberomorus steht in einem Schwestergruppenverhältnis mit der monotypischen Gattung Acanthocybium.

### Innere Systematik

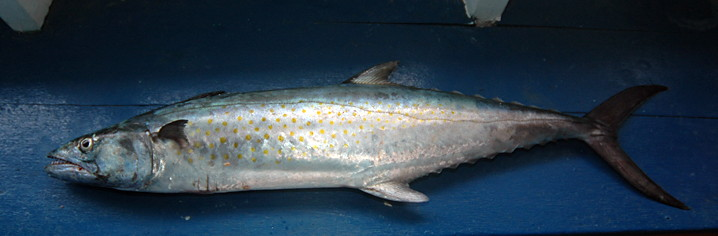
Scomberomorus brasiliensis

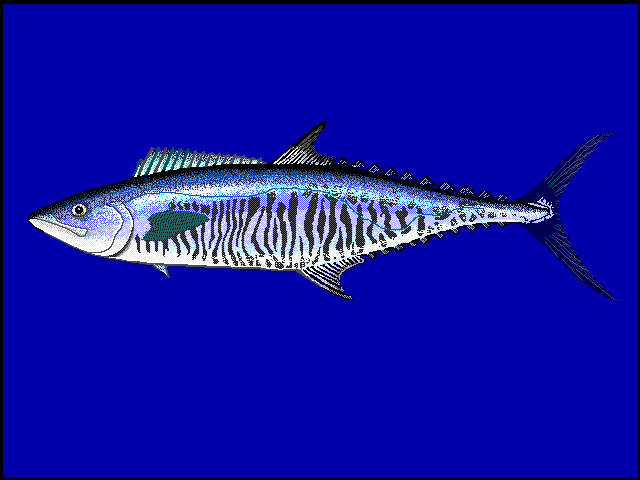
Scomberomorus commerson

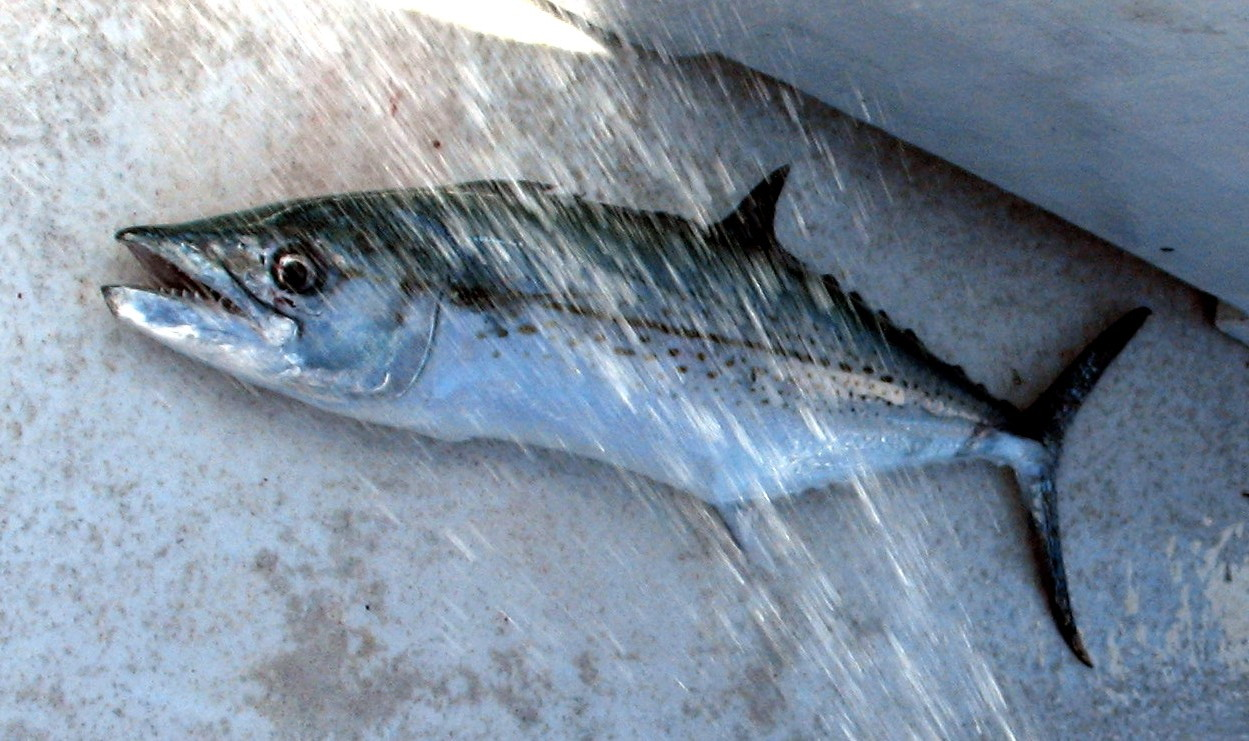
Scomberomorus regalis

Die Gattung umfasst die folgenden 19 Arten. Scomberomorus brasiliensis wird von einigen Autoren als ein Synonym von Scomberomorus maculatus angesehen.
- Scomberomorus avirostrus Abdussamad et al.,[4]
- Scomberomorus brasiliensis Collette, Russo & Zavala-Camin, 1978
- Scomberomorus cavalla (Cuvier, 1829)
- Torpedo-Makrele (Scomberomorus commerson (Lacépède, 1800))
- Scomberomorus concolor (Lockington, 1879)
- Scomberomorus guttatus (Bloch & Schneider, 1801)
- Scomberomorus koreanus (Kishinouye, 1915)
- Scomberomorus lineolatus (Cuvier, 1829)
- Scomberomorus maculatus (Couch, 1832)
- Scomberomorus multiradiatus Munro, 1964
- Scomberomorus munroi Collette & Russo, 1980
- Scomberomorus niphonius (Cuvier, 1832)
- Scomberomorus plurilineatus Fourmanoir, 1966
- Scomberomorus queenslandicus Munro, 1943
- Königsmakrele (Scomberomorus regalis (Bloch, 1793))
- Scomberomorus semifasciatus (Macleay, 1883)
- Scomberomorus sierra Jordan & Starks, 1895
- Scomberomorus sinensis (Lacépède, 1800)
- Scomberomorus tritor (Cuvier, 1832)